# Liublen, Tărgoviște
Liublen (în bulgară Люблен) este un sat în comuna Opaka, regiunea Tărgoviște,  Bulgaria. 

## Demografie
Componența etnică a satului Liublen
     Bulgari (4,43%)
     Turci (60,12%)
     Nicio identificare (35,44%)
     Altele (0%)
La recensământul din 2011, populația satului Liublen era de 474 locuitori. Din punct de vedere etnic, majoritatea locuitorilor (60,12%) erau turci, cu o minoritate de bulgari (4,43%). Pentru 35,44% din locuitori nu este cunoscută apartenența etnică.